# Groupama-FDJ
Groupama-FDJ (UCI Team Code: GFC) — французская профессиональная шоссейная велокоманда, основанная в 1997 году. Комплектуется в основном французскими гонщиками. Финансируется одноимённой французской национальной лотерейной компанией. С 2005 года имеет лицензию UCI WorldTour. Командой управляет Марк Мадьё, бывший шоссейный велогонщик и победитель классики Париж — Рубе.

## История
На Тур де Франс 2003 австралийский специалист индивидуальных гонок с раздельным стартом Брэдли МакГи выиграл пролог и несколько дней носил желтую майку. МакГи также выиграл пролог Джиро д’Италия следующего года, был обладателем розовой майки три дня и завершил гонку в десятке лучших (на восьмом месте). Спринтер Баден Кук выиграл зелёную майку в очковой классификации.
31 октября 2012 года выяснилось, что BigMat больше не будет спонсором команды, так что ей придется сфокусироваться на поисках другого спонсора на сезон 2014 года.

## Спонсорство
Спонсирование команды началось в 1997 году. Команда называлась FDJeux.com в 2003 и 2004 годах, потом была переименована в Française des Jeux, вероятно для того, чтобы избежать неудач, но с июля 2010 года название было упрощено до аббревиатуры FDJ. Незадолго до начала сезона 2012 года французский продавец строительных материалов BigMat присоединился к команде в качестве ко-спонсора и привнес в бюджет 2 миллиона евро, так что название было изменено на FDJ-BigMat. После ухода BigMat, команда была переименована на FDJ.fr.

## Состав и победы

### Текущий сезон 2024
Состав
| Состав 2024                | Состав 2024      | Состав 2024                             | Состав 2024 |
| Гонщик                     | Дата рождения    | Предыдущая команда                      |             |
| -------------------------- | ---------------- | --------------------------------------- | ----------- |
| Игнатас Коноваловас        | 8 декабря 1985   | Marseille 13 KTM (2015)                 |             |
| Льюис Аски                 | 4 мая 2001       | Équipe continentale Groupama-FDJ (2021) |             |
| Сирил Барт                 | 14 февраля 1996  | Burgos-BH (2023)                        |             |
| Свен Эрик Бюстрём          | 21 января 1992   | Intermarché-Circus-Wanty (2023)         |             |
| Клеман Дэви                | 17 июля 1998     | Équipe continentale Groupama-FDJ (2020) |             |
| Давид Годю                 | 10 октября 1996  | Côtes d'Armor-Marie Morin (2016)        |             |
| Кевин Генитц               | 9 января 1997    | Équipe continentale Groupama-FDJ (2019) |             |
| Лоренцо Германи            | 3 марта 2002     | Équipe continentale Groupama-FDJ (2022) |             |
| Ромен Грегуар              | 21 января 2003   | Équipe continentale Groupama-FDJ (2022) |             |
| Штефан Кюнг                | 16 ноября 1993   | BMC Racing Team (2018)                  |             |
| Оливье Ле Гак              | 27 августа 1993  | BIC 2000 (2014)                         |             |
| Эдди Ле Юитуз              | 3 апреля 2003    | Équipe continentale Groupama-FDJ (2023) |             |
| Фабиан Линхард             | 3 сентября 1993  | IAM Excelsior (2019)                    |             |
| Валантен Мадуа             | 12 июля 1996     | BIC 2000 (2016)                         |             |
| Ленни Мартинес             | 11 июля 2003     | Équipe continentale Groupama-FDJ (2022) |             |
| Руди Молар                 | 17 сентября 1989 | Cofidis, Solutions Crédits (2016)       |             |
| Квентин Пачер              | 6 января 1992    | B&B Hotels p/b KTM (2021)               |             |
| Энцо Палени                | 30 мая 2002      | Équipe continentale Groupama-FDJ (2022) |             |
| Поль Пенхоэ                | 28 декабря 2001  | Équipe continentale Groupama-FDJ (2022) |             |
| Лоренс Пити                | 17 июля 2002     | Équipe continentale Groupama-FDJ (2022) |             |
| Реми Роша                  | 18 мая 1996      | Cofidis (2023)                          |             |
| Клеман Руссо               | 20 января 1995   | Arkéa-Samsic (2023)                     |             |
| Марк Сарро                 | 10 июня 1993     | AG2R Citroën Team (2023)                |             |
| Рубен Томпсон              | 15 февраля 2001  | Équipe continentale Groupama-FDJ (2022) |             |
| Ларс ван дер Берг          | 7 июля 1998      | Équipe continentale Groupama-FDJ (2020) |             |
| Мэтью Уолс                 | 20 апреля 1998   | Bora-Hansgrohe (2023)                   |             |
| Самуэль Уотсон             | 24 сентября 2001 | Équipe continentale Groupama-FDJ (2022) |             |
| Тибо Грюэль (6 мар–31 дек) | 1 мая 2004       | Équipe continentale Groupama-FDJ (2024) |             |
|                            |                  |                                         |             |
| Источник: ProCyclingStats  |                  |                                         |             |

Победы
| 28 янв | Кэдел Эванс Грейт Оушен Роуд               | 1.UWT | Лоренс Пити    |
| 28 янв | Гран-при Марсельезы                        | 1.1   | Кевин Генитц   |
| 16 фев | Классика Вар                               | 1.1   | Ленни Мартинес |
| 28 фев | Трофео Лайгуэлья                           | 1.Pro | Ленни Мартинес |
| 5 апр  | Тур Страны Басков, 5-й этап                | 2.UWT | Ромен Грегуар  |
| 12 апр | Классик Гран Безансон Ду                   | 1.1   | Ленни Мартинес |
| 13 апр | Тур дю Юра                                 | 1.1   | Давид Годю     |
| 14 апр | Тур дю Ду                                  | 1.1   | Ленни Мартинес |
| 29 май | Меркан'Тур Классик Альпс-Маритимс          | 1.1   | Ленни Мартинес |
| 20 июн | Чемпионат Швейцарии - индивидуальная гонка | CN    | Штефан Кюнг    |
| 23 июн | Чемпионат Люксембурга - групповая гонка    | CN    | Кевин Генитц   |
| 26 июл | Тур Валлонии, 5-й этап                     | 2.Pro | Самуэль Уотсон |
| 8 сен  | Вуэльта Испании, 21-й этап                 | 2.UWT | Штефан Кюнг    |
| 22 сен | Тур Люксембурга, 5-й этап                  | 2.Pro | Давид Годю     |
| 13 окт | Хроно Наций                                | 1.1   | Штефан Кюнг    |

### Другие сезоны
Состав
| Состав 2023                           | Состав 2023      | Состав 2023                             | Состав 2023 |
| Гонщик                                | Дата рождения    | Предыдущая команда                      |             |
| ------------------------------------- | ---------------- | --------------------------------------- | ----------- |
| Игнатас Коноваловас                   | 8 декабря 1985   | Marseille 13 KTM (2015)                 |             |
| Бруно Армирайл                        | 11 апреля 1994   | Occitane CF (2017)                      |             |
| Льюис Аски                            | 4 мая 2001       | Équipe continentale Groupama-FDJ (2021) |             |
| Клеман Дэви                           | 17 июля 1998     | Équipe continentale Groupama-FDJ (2020) |             |
| Арно Демар (1 янв–31 июл, Примечание) | 26 августа 1991  | CC Nogent-sur-Oise (2011)               |             |
| Давид Годю                            | 10 октября 1996  | Côtes d'Armor-Marie Morin (2016)        |             |
| Кевин Генитц                          | 9 января 1997    | Équipe continentale Groupama-FDJ (2019) |             |
| Лоренцо Германи                       | 3 марта 2002     | Équipe continentale Groupama-FDJ (2022) |             |
| Ромен Грегуар                         | 21 января 2003   | Équipe continentale Groupama-FDJ (2022) |             |
| Штефан Кюнг                           | 16 ноября 1993   | BMC Racing Team (2018)                  |             |
| Матьё Ладаньюс                        | 12 декабря 1984  | Entente Sud Gascogne (2005)             |             |
| Оливье Ле Гак                         | 27 августа 1993  | BIC 2000 (2014)                         |             |
| Фабиан Линхард                        | 3 сентября 1993  | IAM Excelsior (2019)                    |             |
| Валантен Мадуа                        | 12 июля 1996     | BIC 2000 (2016)                         |             |
| Ленни Мартинес                        | 11 июля 2003     | Équipe continentale Groupama-FDJ (2022) |             |
| Руди Молар                            | 17 сентября 1989 | Cofidis, Solutions Crédits (2016)       |             |
| Квентин Пачер                         | 6 января 1992    | B&B Hotels p/b KTM (2021)               |             |
| Энцо Палени                           | 30 мая 2002      | Équipe continentale Groupama-FDJ (2022) |             |
| Поль Пенхоэ                           | 28 декабря 2001  | Équipe continentale Groupama-FDJ (2022) |             |
| Тибо Пино                             | 29 мая 1990      | Club Cycliste d'Étupes (2009)           |             |
| Лоренс Пити                           | 17 июля 2002     | Équipe continentale Groupama-FDJ (2022) |             |
| Майлз Скотсон                         | 18 января 1994   | BMC Racing Team (2018)                  |             |
| Джейк Стюарт                          | 2 октября 1999   | Équipe continentale Groupama-FDJ (2020) |             |
| Майкл Сторер                          | 28 февраля 1997  | Team DSM (2021)                         |             |
| Рубен Томпсон                         | 15 февраля 2001  | Équipe continentale Groupama-FDJ (2022) |             |
| Ларс ван дер Берг                     | 7 июля 1998      | Équipe continentale Groupama-FDJ (2020) |             |
| Самуэль Уотсон                        | 24 сентября 2001 | Équipe continentale Groupama-FDJ (2022) |             |
| Брам Велтен                           | 29 марта 1997    | Arkéa-Samsic (2021)                     |             |
|                                       |                  |                                         |             |
| Источник: ProCyclingStats             |                  |                                         |             |

Победы
| 19 фев | Волта Алгарви, 5-й этап                          | 2.Pro | Штефан Кюнг    |
| 19 мар | Шоле - Земли Луары                               | 1.1   | Лоренс Пити    |
| 13 май | Тур Финистера                                    | 1.1   | Поль Пенхоэ    |
| 17 май | Четыре дня Дюнкерка, 2-й этап                    | 2.Pro | Ромен Грегуар  |
| 21 май | Четыре дня Дюнкерка, генеральная классификация   | 2.Pro | Ромен Грегуар  |
| 27 май | Букль де ля Майен, 2-й этап                      | 2.Pro | Арно Демар     |
| 4 июн  | Классика Брюсселя                                | 1.Pro | Арно Демар     |
| 11 июн | Тур Швейцарии, 1-й этап                          | 2.UWT | Штефан Кюнг    |
| 13 июн | Мон-Ванту Челлендж                               | 1.Pro | Ленни Мартинес |
| 25 июн | Чемпионат Франции - групповая гонка              | CN    | Валантен Мадуа |
| 31 июл | Тур де Эна, 1-й этап                             | 2.1   | Джейк Стюарт   |
| 2 авг  | Тур де Эна, генеральная классификация            | 2.1   | Майкл Сторер   |
| 3 авг  | Тур де Эна, 3-й этап                             | 2.1   | Майкл Сторер   |
| 15 авг | Тур Лимузена, 1-й этап                           | 2.1   | Ромен Грегуар  |
| 17 авг | Тур Лимузена, 3-й этап                           | 2.1   | Ромен Грегуар  |
| 18 авг | Тур Лимузена, генеральная классификация          | 2.1   | Ромен Грегуар  |
| 23 авг | Тур Пуату - Шаранты в Новой Аквитании, 2-й этап  | 2.1   | Поль Пенхоэ    |
| 24 авг | Тур Пуату - Шаранты в Новой Аквитании, 3-йb этап | 2.1   | Бруно Армирайл |
| 3 сен  | Бретань Классик                                  | 1.UWT | Валантен Мадуа |

## Основные достижения

### 2004
Национальный чемпионат Австралии в гонке с групповым стартом, Мэттью Уилсон
3 этап Тур Даун Андер, Филипп Жильбер
6 этап Тур Даун Андер, Баден Кук
2 этап Трех дней Де-Панне, Баден Кук
Пролог Тура Романдии, Брэдли МакГи
Пролог Джиро д’Италия, Брэдли МакГи
Национальный чемпионат Швеции в гонке с раздельным стартом, Томас Лёфквист

### 2005
Тур дю О Вар, Филипп Жильбер
2 этап Четырех дней Дюнкерка, Филипп Жильбер
1 этап Тура Швейцарии, Бернхард Айзель
3 этап Тура Швейцарии, Брэдли МакГи
Национальный чемпионат Финляндии в гонке с групповым стартом, Юсси Вейкканен
1 этап Тура Польши, Брэдли МакГи

### 2006
4 этап Тура Катара, Бернхард Айзель
2 этап Трех дней Де-Панне, Бернхард Айзель
2 этап Критериум дю Дофине Либере, Филипп Жильбер
Национальный чемпионат Швеции в гонке с раздельным стартом, Густав Ларссон
Национальный чемпионат Швеции в гонке с групповым стартом, Томас Лёфквист
Национальный чемпионат Финляндии в гонке с групповым стартом, Юсси Вейкканен
7 этап Энеко Тур, Филипп Жильбер

### 2007
3 этап Критериум Интернасьональ, Томас Лёфквист
Четыре дня Дюнкерка, Матьё Ладаньюс
5 этап, Матьё Ладаньюс
Национальный чемпионат Франции в гонке с раздельным стартом, Бенуа Вогренар
18 этап Тур де Франс, Санди Казар

### 2008
Национальный чемпионат Беларуси в гонке с групповым стартом, Евгений Гутарович
Национальный чемпионат Финляндии в гонке с групповым стартом, Юсси Вейкканен

### 2009
5 этап Париж-Ницца, Жереми Руа
Брабантсе Пейл, Антони Геслен
Национальный чемпионат Беларуси в гонке с групповым стартом, Евгений Гутарович
16 этап Тур де Франс, Санди Казар
17 этап Вуэльты Испании, Антони Ру

### 2010
Тур дю О Вар, Кристоф Ле Мевель
2 этап, Кристоф Ле Мевель
5 этап Четырёх дней Дюнкерка, Бенуа Вогренар
Национальный чемпионат Финляндии в гонке с групповым стартом, Юсси Вейкканен
9 этап Тур де Франс, Санди Казар
3 этап Тура Польши, Евгений Гутарович
2 этап Вуэльты Испании, Евгений Гутарович

### 2012
Национальный чемпионат Беларуси в гонке с групповым стартом, Евгений Гутарович
Национальный чемпионат Франции в гонке с групповым стартом, Насер Буханни
6 этап Тура Катара, Арно Демар
3 этап Критериум Интернасьональ, Пьеррик Федриго
5 этап Критериум дю Дофине, Артур Вишо
8 этап Тур де Франс, Тибо Пино
15 этап Тур де Франс, Пьеррик Федриго
Ваттенфаль Классик, Арно Демар

### 2013
Национальный чемпионат Франции по велокроссу, Франсис Мурей
6 этап Тура Омана, Насер Буханни
Тур дю О Вар, Артур Вишо
1 этап Париж-Ницца, Насер Буханни
Национальный чемпионат Финляндии в гонке с групповым стартом, Юсси Вейкканен
Четыре дня Дюнкерка, Арно Демар
1, 2 и 3 этапы, Арно Демар
4 этап Тура Швейцарии, Арно Демар
Национальный чемпионат Франции в гонке с групповым стартом, Артур Вишо
РайдЛондон-Суррей Классик, Арно Демар
2 этап Энеко Тур, Арно Демар
15 этап Вуэльты Испании, Александр Женье
20 этап Вуэльты Испании, Кенни Элиссонд
2 и 3 этапы Тура Пекина, Насер Буханни

### 2014
Национальный чемпионат Франции по велокроссу, Франсис Мурей
6 этап Тура Катара, Арно Демар
1 этап Париж-Ницца, Насер Буханни
8 этап Париж-Ницца, Артур Вишо
1 этап Критериум Интернасьональ, Насер Буханни
Четыре дня Дюнкерка, Арно Демар
1 и 2 этапы, Арно Демар
Очковая классификация Джиро д’Италия, Насер Буханни
4, 7 и 10 этапы Насер Буханни
Национальный чемпионат Финляндии в гонке с групповым стартом, Юсси Вейкканен
Национальный чемпионат Франции в гонке с групповым стартом, Арно Демар
4 этап Энеко Тур, Насер Буханни
2 этап Вуэльты Испании, Насер Буханни

### 2015
5 этап Тура Романдии, Тибо Пино
20 этап Тур де Франс, Тибо Пино